# لايت أوك (كارولاينا الشمالية)
لايت أوك (بالإنجليزية: Light Oak CDP, North Carolina)‏ هي منطقة سكنية تقع بولاية كارولاينا الشمالية في الولايات المتحدة. تبلغ مساحتها 3.7 كم2، وترتفع عن سطح البحر 255 م، بلغ عدد سكانها 691 نسمة في عام 2010 حسب إحصاء مكتب تعداد الولايات المتحدة وتصل الكثافة السكانية فيها 186.8 نسمة لكل كيلومتر مربع (483.8/ميل2).

## التركيبة السكانية
حدّد مكتب تعداد الولايات المتحدة بيانات التركيبة السكانية للايت أوك في تعداد الولايات المتحدة. في ما يلي، التركيبة السكانية حسب تعدادي 2000 و2010.

### تعداد عام 2000
بلغ عدد سكان لايت أوك 779 نسمة بحسب تعداد عام 2000، وبلغ عدد الأسر 240 أسرة وعدد العائلات 191 عائلة مقيمة في المنطقة السكنية. في حين سجلت الكثافة السكانية 210.5 نسمة لكل كيلومتر مربع (545.2/ميل2). وبلغ عدد الوحدات السكنية 255 وحدة بمتوسط كثافة قدره 68.9 لكل كيلومتر مربع (178.5/ميل2).
وتوزع التركيب العرقي للمنطقة السكنية بنسبة 16.94% من البيض و82.16% من الأمريكيين الأفارقة و0.13% من الأمريكيين الأصليين و0.51% من الأمريكيين ذوي الأصول الآسيوية و0.26% من عرقين مختلطين أو أكثر.
بلغ عدد الأسر 240 أسرة كانت نسبة 35% منها لديها أطفال تحت سن الثامنة عشر تعيش معهم، وبلغت نسبة الأزواج القاطنين مع بعضهم البعض 45% من أصل المجموع الكلي للأسر، ونسبة 27.9% من الأسر كان لديها معيلات من الإناث دون وجود شريك،  بينما كانت نسبة 6.7% من الأسر لديها معيلون من الذكور دون وجود شريكة وكانت نسبة 20.4% من غير العائلات. تألفت نسبة 17.5% من أصل جميع الأسر من عدة أفراد يعيشون في نفس المنزل ونسبة 7.1% كانت تتألف من شخص يعيش بمفرده يبلغ من العمر 65 عاماً أو أكثر. وبلغ متوسط حجم الأسرة المعيشية 2.85، أما متوسط حجم العائلات فبلغ 3.24.
بلغ العمر الوسطي للسكان 35.8 عاماً. وكانت نسبة 23.6% من القاطنين تحت سن الثامنة عشر، وكانت نسبة 7.8% بين الثامنة عشر والرابعة والعشرين عاماً، ونسبة 18.1% كانت واقعةً في الفئة العمرية ما بين الخامسة والعشرين والرابعة والأربعين عاماً، ونسبة 26.6% كانت ما بين الخامسة والأربعين والرابعة والستين، ونسبة 11.6% كانت ضمن فئة الخامسة والستين عاماً فما فوق. يوجد لكل 100 أنثى 85.6 ذكر، ويوجد لكل 100 أنثى في الثامنة عشر من عمرها فما فوق 75.7 ذكر.
بلغ متوسط دخل الأسرة في المنطقة السكنية 28,472 دولارًا، أما متوسط دخل العائلة فبلغ 32,794 دولارًا. وكان متوسط دخل الذكور 20,550 دولارًا مقابل 16,989 دولارًا للإناث. وسجل دخل الفرد الخاص بالمنطقة السكنية 13,016 دولارًا. وكانت نسبة 20.7% من العائلات ونسبة 17.1% من السكان تحت خط الفقر، وكان من هؤلاء نسبة 15.3% تحت سن الثامنة عشر ونسبة 51.9% في الخامسة والستين من العمر وما فوق.

### تعداد عام 2010
بلغ عدد سكان لايت أوك 691 نسمة بحسب تعداد عام 2010، وبلغ عدد الأسر 281 أسرة وعدد العائلات 191 عائلة مقيمة في المنطقة السكنية. في حين سجلت الكثافة السكانية 186.8 نسمة لكل كيلومتر مربع (483.8/ميل2). وبلغ عدد الوحدات السكنية 334 وحدة بمتوسط كثافة قدره 90.3 لكل كيلومتر مربع (233.9/ميل2).
وتوزع التركيب العرقي للمنطقة السكنية بنسبة 26.19% من البيض و73.23% من الأمريكيين الأفارقة و0.29% من الأمريكيين الأصليين و0.29% من الأعراق الأخرى و1.88% من الهسبانيون أو اللاتينيون من أي عرق.
بلغ عدد الأسر 281 أسرة كانت نسبة 27% منها لديها أطفال تحت سن الثامنة عشر تعيش معهم، وبلغت نسبة الأزواج القاطنين مع بعضهم البعض 37.7% من أصل المجموع الكلي للأسر، ونسبة 22.1% من الأسر كان لديها معيلات من الإناث دون وجود شريك،  بينما كانت نسبة 8.2% من الأسر لديها معيلون من الذكور دون وجود شريكة وكانت نسبة 32% من غير العائلات. تألفت نسبة 28.1% من أصل جميع الأسر من عدة أفراد يعيشون في نفس المنزل ونسبة 11.7% كانت تتألف من شخص يعيش بمفرده يبلغ من العمر 65 عاماً أو أكثر. وبلغ متوسط حجم الأسرة المعيشية 2.46، أما متوسط حجم العائلات فبلغ 3.01.
بلغ العمر الوسطي للسكان 45.9 عاماً. وكانت نسبة 19.2% من القاطنين تحت سن الثامنة عشر، وكانت نسبة 6.7% بين الثامنة عشر والرابعة والعشرين عاماً، ونسبة 22.6% كانت واقعةً في الفئة العمرية ما بين الخامسة والعشرين والرابعة والأربعين عاماً، ونسبة 32.6% كانت ما بين الخامسة والأربعين والرابعة والستين، ونسبة 19% كانت ضمن فئة الخامسة والستين عاماً فما فوق. وتوزع التركيب الجنسي للسكان بنسبة 50.9% ذكور و49.1% إناث.